# Grigori Gay
Grigori Grigorievitch Gay (russe : Григорий Григорьевич Ге, transcription anglaise : Grigoriy Grigoryevich Ge) est un acteur dramatique et dramaturge russe, né le 27 septembre 1867 (9 octobre dans le calendrier grégorien) à Kherson et mort en 1942 à Moscou. 

## Biographie
Grigori Grigorievitch est né le 27 septembre 1867 à Kherson, dans une famille d'origine française. Il est le fils de Grigori Nikolaïevitch Gay (ru) et de Maria Dmitrievna, dont il est le cinquième enfant.  
Il fait ses études à Paris, à l'école Fröbel. À dix ans il est mis en pension au lycée Richelieu d'Odessa, mais il est exclu pour avoir pris sur lui la faute d'un camarade à la fin de la première année. Il retourne avec sa mère à Paris, puis revient à Odessa, où il est à nouveau exclu de la seconde année du 1er lycée de la ville. C'est à cette période qu'il commence à jouer du théâtre.
Après la mort de sa mère, il rejoint son père à Nikolaïev), où il achève une école pratique en 1886. Il part ensuite sur les conseils de son oncle, le peintre Nikolaï Gay à Saint-Pétersbourg, avec l'intention de s'inscrire à l'Académie impériale des beaux-arts, mais Ilia Répine, ami de la famille, le convainc de faire des études de théâtre, pour lequel il le considère plus doué. Grigori Gay restera proche de Répine, qu'il fréquentera aux Pénates, et qui fera plusieurs portraits de lui,.
Il suit les cours de l'école de théâtre L. D. Koroviakov, auprès de Modeste Pissarev (ru) et de son assistant V. V. Choumiline et au bout d'un an il joue dans une troupe provisoire par Nezlobine (Aliabiev).
Il est ensuite acteur en province, à Saratov en 1889, puis deux saisons d'hiver à Astrakhan, puis à Vilna, Voronej et Kharkov, où il joue deux ans. Il est invité à Saint-Pétersbourg, dans le théâtre d'Alexeï Souvorine, qui lui commande la pièce Trilbi («Трильби»).
À partir de 1897 et jusqu'à la fin de sa vie, il fait partie de la troupe du Théâtre Alexandra. Il joue des rôles tragiques : Shylock, Hamlet, Méphistophélès, Iago, Ivan le Terrible (dans La Mort d'Ivan le Terrible («Смерть Иоанна Грозного») d'Alexis Tolstoï, Boris, dans Boris Godounov, de Pouchkine, Ivanov, dans Ivanov de Tchekhov.
En 1911, il fonde le théâtre de l'Opéra de chambre (театр Камерной оперы) et en 1912 il devient  metteur en scène en chef du théâtre Mosaïka.
Il continue à jouer après la révolution de 1917 et enseigne dans un atelier d'acteurs du Proletkoult. En 1922, il est nommé « artiste émérite de l'Académie d'État de théâtre ». Il est en tournée en Russie entre 1929 et 1934, puis fonde en 1934, le Théâtre de l'acteur («Театр актера») à Leningrad.
En 1937, il a une attaque de paralysie. Il meurt de faim et de froid le 13 janvier 1942 pendant le blocus de Léningrad.

## Œuvres

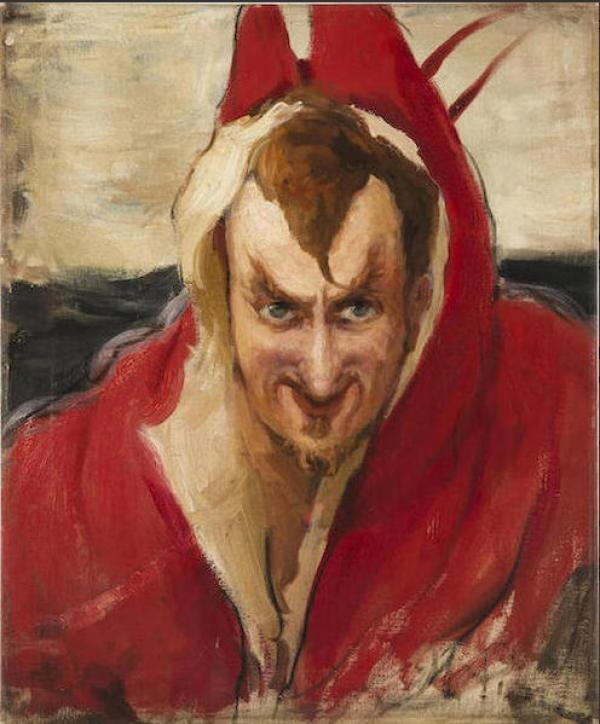
Ilia Répine: Portrait de Grigori Gay dans le rôle de Méphistophélès.

Grigori Gay est l'auteur d'une vingtaine de pièces de théâtre, créées sur les scènes de province ou de la capitale, principalement des mélodrames : Nabat («Набат» - 1897), Exécution («Казнь» - 1897), Trilbi («Трильби» - 1898), Cirque («Цирк»  - 1905), Jean Ermolaïev («Жан Ермолаев» - 1906), Cuisine de sorcière («Кузня ведьмы» - 1911), etc.,.
Il a rédigé une courte autobiographie, indiquant notamment le chemin qui l'a amené au théâtre, pour l'ouvrage Acteurs et Metteurs en scène. La Russie théâtrale («Актеры и режиссеры. Театральная Россия») paru en 1928.

## Jeu
Grigori Gay avait un jeu d'acteur « intelligent et technique », d'inspiration romantique, mais parfois considéré comme un peu froid. Il travaillait beaucoup ses rôles. Il a débuté dans des rôles de « jeune premier », et a élargi ensuite son répertoire à des rôles de caractère.
Il écrit de son art en 1928 que :

« mon rôle préféré est celui du tsar Ivan, dans la pièce d'A. Tolstoï La Mort d'Ivan le Terrible. Mais tous les rôles sont importants, si on peut y donner quelque chose de soi, de significatif, qui apporte une création authentique. Une harmonie achevée de la technique et du « fond ». Hélas ! Cette harmonie ne survient qu'à la fin de la vie, après une évolution longue et dure, aboutissement de quelques dizaines d'années de travail obstiné. »